# نیکوس بلویانیس
 نیکوس بلویانیس (یونانی: Νίκος Μπελογιάννης؛ ۱۹۱۵ – ۳۰ مارس ۱۹۵۲) سیاست‌مدار یونانی و از رهبران حزب کمونیست یونان بود.